# Verney Lovett Cameron
Pour les articles homonymes, voir Lovett et Cameron.

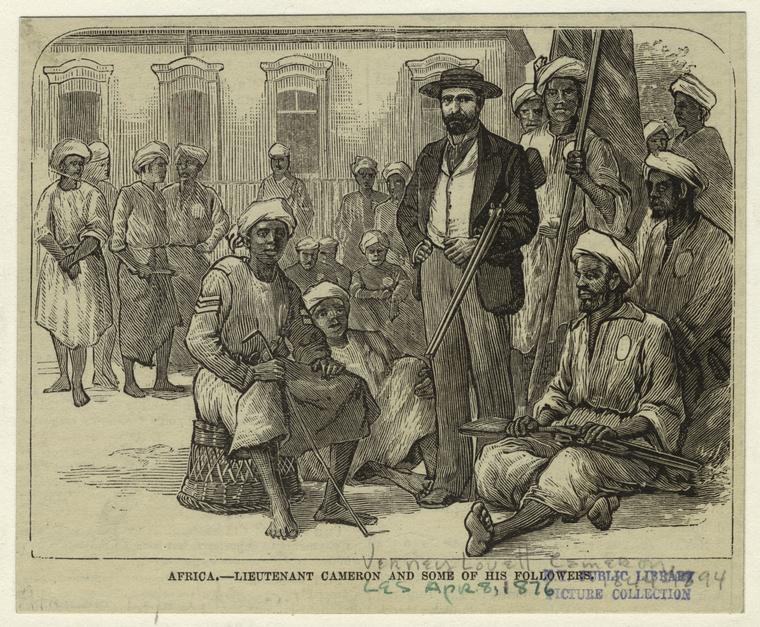
Le lieutenant Cameron (1876)

Verney Lovett Cameron (Radipole (en), 1er juillet 1844 - 24 mars 1894) est un explorateur britannique, le premier Européen à avoir réussi à traverser l'Afrique équatoriale, en 1875.

## Biographie
Entré dans la Royal Navy en 1857, il participe en 1868 à la campagne d'Abyssinie et lutte contre l'esclavagisme. La Royal Geographical Society lui confie en 1872 la mission de rejoindre David Livingstone et de lui porter assistance. Se joint à l'expédition un neveu de Livingstone, Robert Moffat.
À peine partie, il rencontre la caravane de Livingstone transportant sa dépouille. Il décide alors de continuer son expédition, arrive à Ujiji près du lac Tanganyika et y retrouve les affaires de Livingstone. Il explore la région, découvre Nyangwe, suit le cours du fleuve Congo et atteint l'océan Atlantique le 28 novembre 1875, devenant ainsi le premier européen à avoir traversé l'Afrique d'est en ouest. Il démontre aussi que, contrairement à ce que pensait Livingstone, la Loualaba (en réalité le fleuve Congo) n'est pas un affluent du Nil
En 1878-1879, il se rend en Perse et visite la vallée de l’Euphrate dans le cadre d’un projet de chemin de fer vers le golfe Persique. Il accompagne Richard Francis Burton dans son voyage en Afrique occidentale en 1882.
Il meurt d'une chute de cheval en mars 1894.

## Œuvres
- À travers l'Afrique : Voyage de Zanzibar à Benguela [« Across Africa »]  (trad. de l'anglais par Henriette Loreau) (Récit de voyage), Librairie Hachette, 1881 (1re éd. 1877), 560 p. (lire sur Wikisource)
- To the gold coast for gold, avec Richard Burton, 1883
- « Zanzibar : its past, present and future », in Revue coloniale internationale, 1885, 14 p.
- « The Soudan », in Revue coloniale internationale, 1886, 10 p.